# Bolbitis heudelotii
Bolbitis heudelotii är en träjonväxtart som först beskrevs av Jean Baptiste Bory de Saint-Vincent, och fick sitt nu gällande namn av Arthur Hugh Garfit Alston. Bolbitis heudelotii ingår i släktet Bolbitis och familjen Dryopteridaceae. Inga underarter finns listade.